# 왕십리도선동
왕십리도선동(往十里道詵洞)은 대한민국 서울특별시 성동구의 동이다. 예로부터 서울특별시 동부 일대의 중심지로 알려졌던 곳이다. 법정동은 상왕십리동, 홍익동, 도선동과 하왕십리동의 일부를 관할하고 있다.

## 주요 시설
- 상왕십리역
- 성동구보건소
- 한국기원

## 도로
- 왕십리로
- 고산자로
- 무학로
- 마장로
- 청계천로
- 난계로

## 교육 기관
- 한국예술고등학교
- 서울숭신초등학교
- 도선고등학교

## 사진

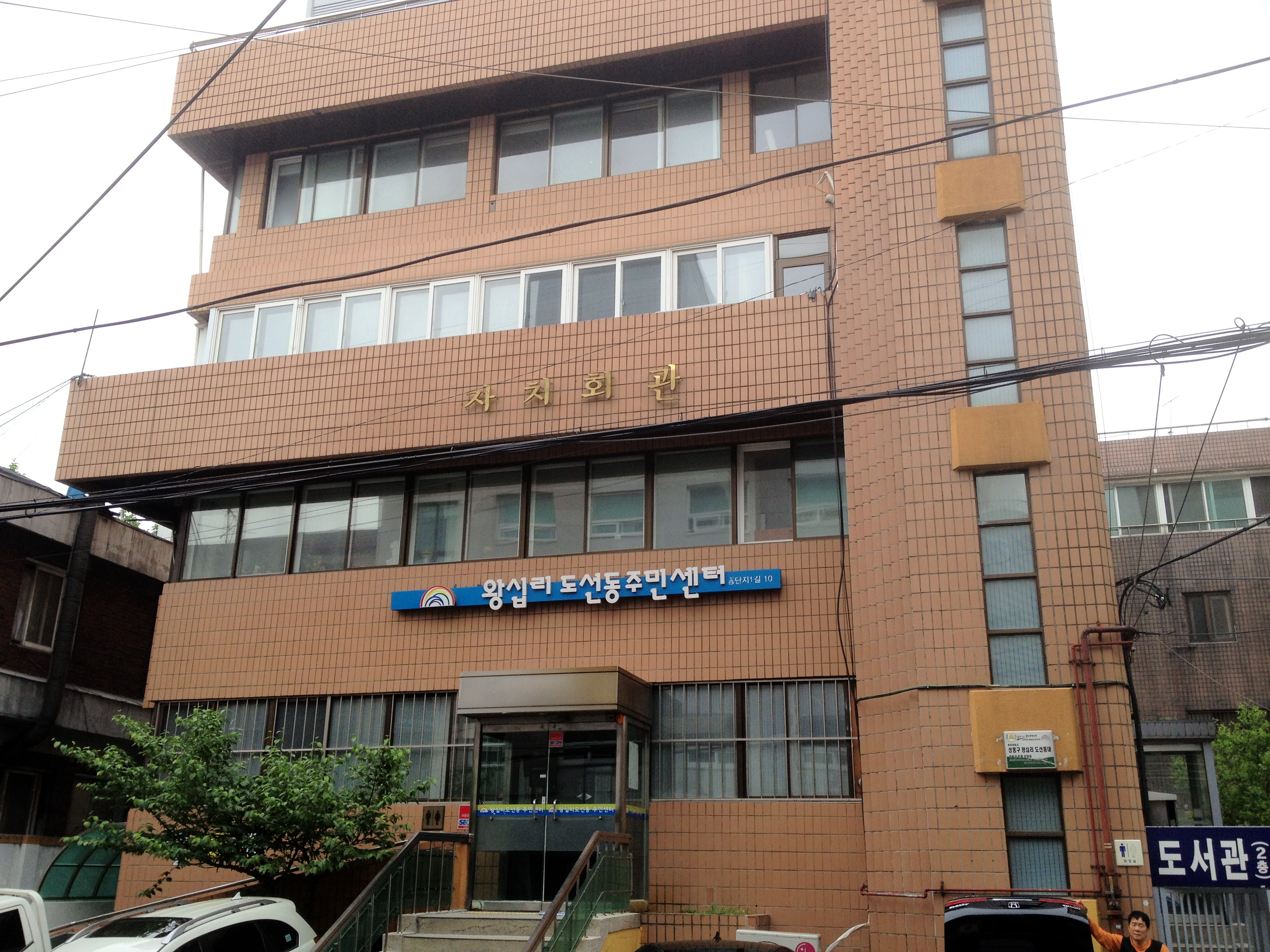
옛 왕십리도선동 주민센터 (무학로10길 6)